# Coraggio

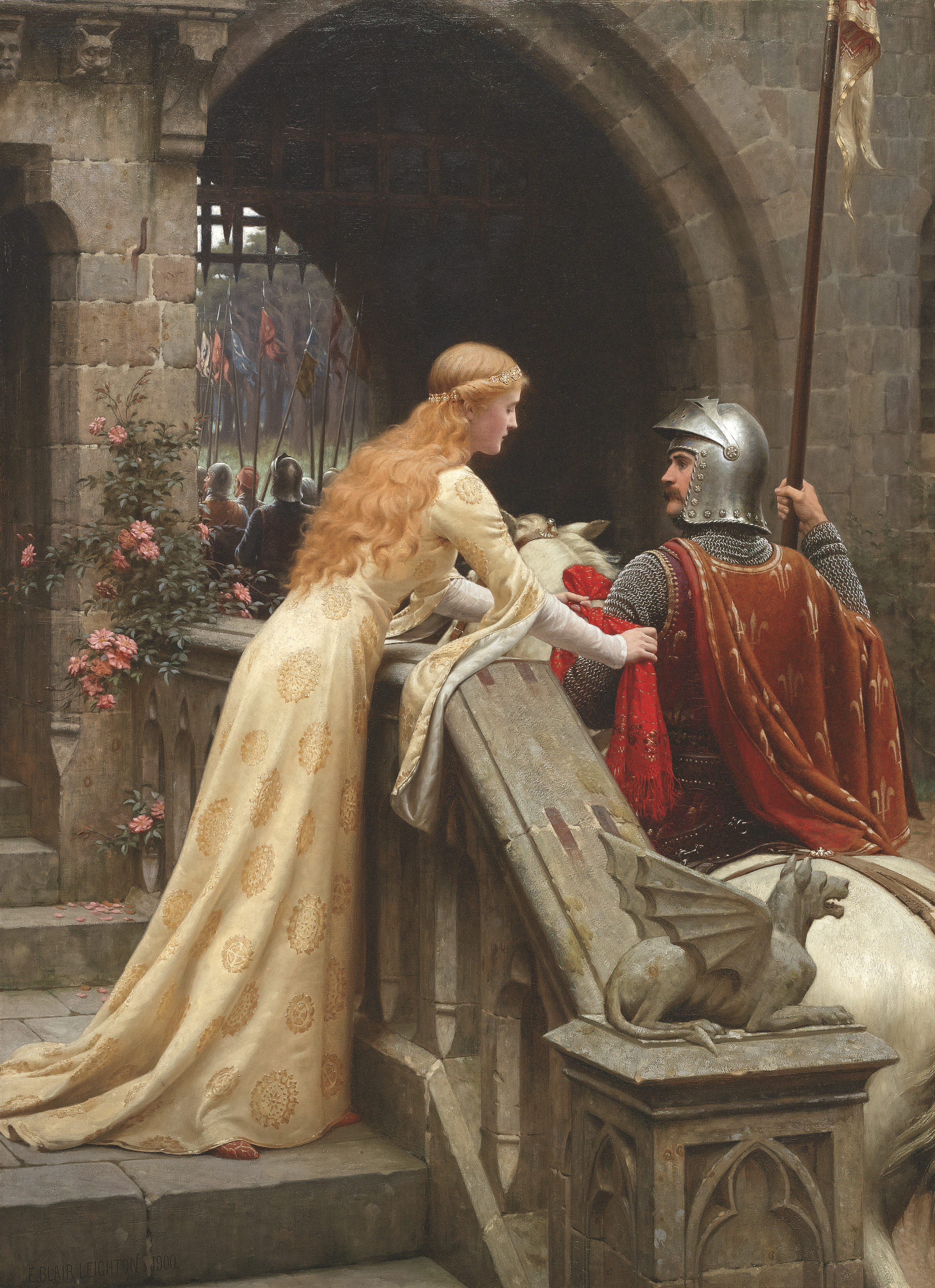
God speed, dipinto di Edmund Leighton (1900)

Il coraggio (dal latino coratĭcum o anche cor habeo, aggettivo derivante dalla parola composta cŏr, cŏrdis ’cuore’ e dal verbo habere ’avere’: avere cuore) è un atteggiamento psicologico, una qualità del carattere e una virtù che permette di affrontare situazioni difficili, pericolose o incerte. È definito come la capacità di resistere alla paura e di correre rischi per raggiungere un obiettivo specifico. Il suo opposto è la codardia.
Il coraggio fisico è quello di far fronte al dolore fisico, alla sofferenza, alla fatica, all'agonia o alla morte; mentre il coraggio morale è la capacità di agire correttamente di fronte all'opposizione popolare, alla vergogna, allo scandalo, all'incertezza, allo scoraggiamento o alla perdita personale.
La classica virtù fortezza (andreia, fortitudo) si traduce anche con "coraggio", ma include gli aspetti della perseveranza e della pazienza. Un noto proverbio dice: "tanta pazienza, forza e coraggio, ché la vita è un oltraggio". Nella tradizione occidentale, notevoli pensieri sul coraggio sono venuti dai filosofi Socrate, Platone, Aristotele, Tommaso d'Aquino e Kierkegaard, così come dalle credenze e dai testi cristiani.
Il coraggio può anche essere inteso come la capacità di correre rischi per scopi nobili. In questo, il coraggio si distingue dalla temerarietà o audacia, che consistono nel correre rischi per scopi futili o meramente personali oppure per il puro piacere del rischio.
Secondo Nietzsche, "Il coraggio è la mazza migliore: il coraggio ammazza anche la pietà."
Secondo Chesterton, "Il coraggio è quasi una contraddizione, implica un forte desiderio di vivere che prende la forma della prontezza a morire."